# La Zone de la mort (film, 1931)
Pour les articles homonymes, voir La Zone de la mort.
La Zone de la mort (Niemandsland) est un film allemand réalisé par Victor Trivas, sorti en 1931.

## Synopsis
Le film raconte le destin de cinq hommes de cinq pays différents. L'histoire est introduite par des scènes de la vie privée et professionnelle des personnages : un menuisier allemand, un officier britannique, un ouvrier d'usine français, un danseur de variétés noir et un tailleur juif. Ils sont tous d'origines différentes et n'ont que peu de choses en commun en tant que personnes privées.
Pendant la Première Guerre mondiale, les cinq dispersés se retrouvent dans un abri situé dans le no man's land entre les fronts : alors que la guerre fait rage autour d'eux et que les obus s'abattent à gauche et à droite, les cinq hommes, dont le destin a fait d'ennemis des alliés dans la lutte pour la survie, se rapprochent peu à peu les uns des autres. L'un d'eux, le tailleur juif, a perdu la parole après un choc dû à la guerre. Le soldat africain sert d'interprète aux hommes.
Bientôt, au-delà des chauvinismes nationaux, des religions et des couleurs de peau, tous s'accordent sur l'absurdité de la guerre. Leur abri, la tranchée qu'ils ont construite comme dernier refuge contre les tirs amis et ennemis, devient une minuscule oasis de paix qu'ils ne quittent que lorsque la nouvelle de l'armistice leur parvient. Symbole de l'élimination de tout ce qui sépare les peuples, un fil de fer est placé entre les combattants, qui finissent par l'enlever - un geste pour un nouveau départ des peuples ennemis.

## Fiche technique
- Titre : La Zone de la mort
- Titre original : Niemandsland
- Titre alternatif : No Man's Land
- Réalisation : Victor Trivas
- Scénario : Leonhard Frank
- Musique : Hanns Eisler
- Pays : Allemagne  République de Weimar

## Distribution
- Ernst Busch : Ernst Kohler
- Vladimir Sokoloff : Lewin
- Renée Stobrawa (en) : Frau Kohler
- Elisabeth Lennartz (en) : Épouse de Lewin
- Hugh Douglas : Charles Brown
- Georges Péclet : Charles Durand